# Ръыкууль
Ръыкууль (Рекууль) — река на Дальнем Востоке России, протекает по территории Иультинского района Чукотского автономного округа.
Длина реки 93 км. Берёт исток в болоте у южного подножия безымянной сопки, протекает по Ванкаремской низменности, впадает в Ванкарем слева на 25 км от устья.
Название в переводе с чук. Ръыкууль — «глинистая река».
В бассейне имеется месторождение россыпного золота.
По данным государственного водного реестра России относится к Анадыро-Колымскому бассейновому округу.